# Bel·larmí Rodríguez i Arias
Bel·larmí Rodríguez i Arias   (Barcelona, 28 de juny de 1895 - Barcelona, 22 de juny de 1997) va ser un neuròleg i professor universitari català.
Era fill d'Antoni Rodríguez i Rodríguez-Morini (1863-1937), metge i psiquiatre, i de Trinidad Arias Benítez. Era, doncs, germà de l'arquitecte i dissenyador Germà Rodríguez i Arias. Es va casar amb la seva cosina Esperança Alonso-Cuevillas Rodríguez el 1938.
El 10 d'agost de 1939, va ser detingut per ensenyar en llengua catalana a la facultat de Medicina de la Universitat Autònoma de Barcelona, l'actual Universitat de Barcelona.